# Муніципальна варта (Одеса)
Громадське формування з охорони громадського порядку «Муніципальна варта» — комунальна установа в Одесі. Утворена 2015 року, початково під назвою КП «Муніципальна охорона». Метою заявлено охорону майна територіальної громади Одеси та профілактику правопорушень на території міста. Керівник — Кольчик Володимир Васильович.
Комунальна установа входить до створеного Міською радою 27 серпня 2014 року Департаменту комунальної безпеки.
За словами мера Геннадія Труханова підприємство отримало охоронну ліцензію МВС першого рівня (має право застосовувати спецзасоби). Станом на квітень 2017 року повідомлялось про штат у понад 100 осіб. У липні 2018 року депутат Одеської міськради Ольга Квасницька повідомила про майже 300 осіб.

## Історія створення

### Спроби створення муніципальної міліції

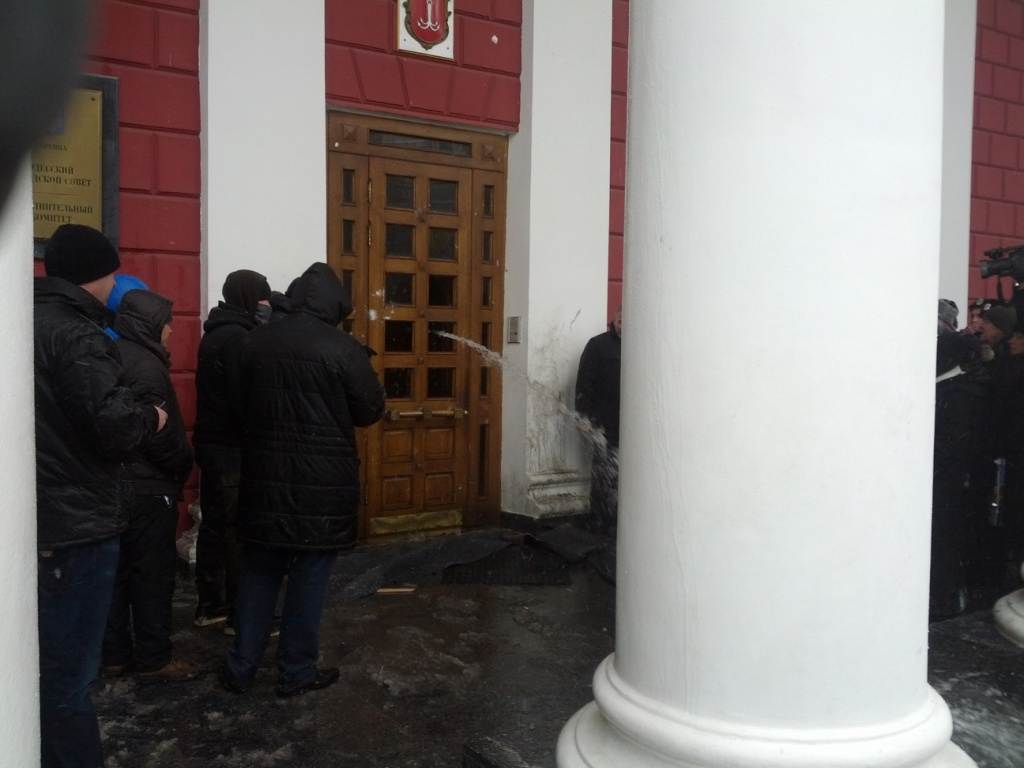
Охорона Одеської міськради поливає водою мітингувальників ВО «Свобода» 21 грудня 2012

Перші спроби створення муніципальної охорони в Одесі були ще 2007 року. Мер Одеси Едуард Гурвіц заявляв про плани створення муніципальної міліції для охорони правопорядку в місті в кількості 1000 осіб, яка буде займатись боротьбою з побутовою злочинністю. Після того як керівництво МВС України на тлі протистояння між мером Одеси Е. Гурвіцем і Головою облради Р. Боделаном виступило проти створення «незаконних військовий формувань», замість муніципальної міліції у 2008 році були створені «Муніципальні дружини» чисельністю близько 50 осіб, які значної ролі у наведенні правопорядку у місті не відігравали. 2008 року робочою групою під керівництвом д.ю.н. Михайла Баймуратова написано проект Статуту територіальної громади міста Одеси, в якому передбачалось утворення муніципальної міліції але цей проект не був прийнятий, а статус муніципальної міліції не був врегульований у законодавстві України. 2012 року для охорони Одеської міськради замість державної служби охорони використовувались приватні охоронні фірми мера Одеси О. Костусєва.

### Департамент муніципальної безпеки

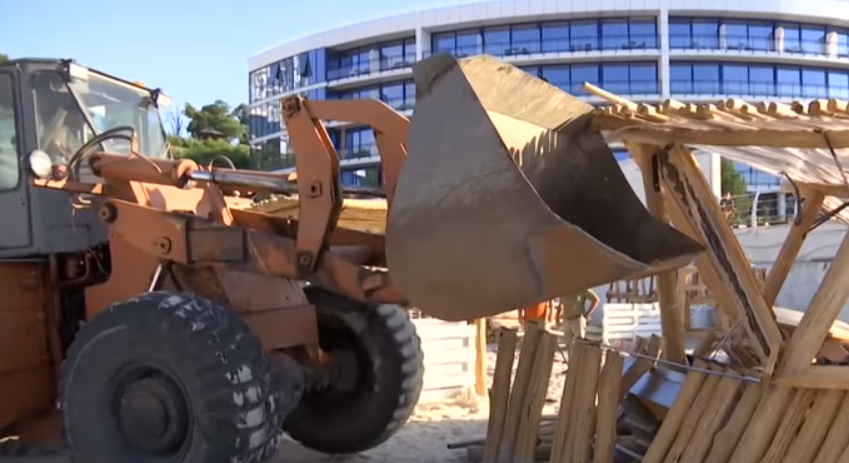
Департамент муніципальної безпеки за участі КУ «Муніципальна варта» демонтує павільйони на пляжі

27 серпня 2014 року було створено Департамент муніципальної безпеки Одеської міської ради. Ця структура перебрала на себе функції розформованої екологічної міліції, міської інспекції по благоустрою, управління реклами та торгівлі, юридичного відділу. Департамент координував діяльність приватних охоронних структур, які задіяні в «охороні громадського порядку». Серед цих структур охоронна компанія «Гепард» та громадська організація «Народна варта», які були пов'язані із мером Одеси Г.Трухановим та головою Одеської ОДА І. Палицею. «Гепард» та «Народна варта» були помічені у низці інцидентів, зокрема нападі на одеських активістів під час протестів проти вирубки дерев та будівництва паркувального майданчику на Трасі здоров'я, серед нападників були помічені колишні члени партії Родина та Антимайдану. 16 червня 2014 року представники охоронної фірми «Гепард» вступили в бійку з учасниками акцій протесту щодо Збиття Іл-76 у Луганську біля російського консульства в Одесі, в результаті якої постраждали активісти. Також «Гепард» брав участь у озброєному протистояння навколо Одеського нафтопереробного заводу. Директором департаменту муніципальної безпеки у квітні 2017 року був призначений Віктор Кузнєцов, який за президентства В.Януковича був начальником управління ДАІ Одеси та відзначився низкою корупційних скандалів.

### Муніципальна охорона
16 квітня 2015 року ухвалено рішення про створення комунального підприємства Одеської міської ради «Муніципальна охорона». У новостворене підприємство увійшли колишні члени охоронних фірм «Гепард» та «Народна варта». У березні 2016 КП «Муніципальна охорона» отримало ліцензію на охоронну діяльність 1-го рівня від Міністерства внутрішніх справ і має повноваження мати при собі спеціальні засоби (газові балончики, кийки), патрулювати вулиці, охороняти адміністративні будівлі і забезпечувати безпеку адміністративних будівель та фізичних осіб. До інших функцій Муніципальної охорони входить сприяння  охороні і забезпеченню громадського порядку під час проведення масових заходів, а також контроль за торгівлею, демонтажем і установкою МАФів, виконанням правил благоустрою, ремонтом будинків і тротуарів, демонтажем юніпаркерів, боротьба з незаконним захопленням землі, контроль проїзду автомобілів на Трасу здоров'я. КП «Муніципальна охорона» перебрало на себе функції охорони Одеської міської ради, а також районних рад міста Одеса, після чого був обмежений допуск громадських діячів та журналістів у місьраду. За фактом недопуску журналістів 14 червня 2017 року на сесію Одеської міської ради було відкрите кримінальне провадження.

### Муніципальна варта
14 грудня 2017 року на сесії Одеської міської ради було ухвалено рішення про реорганізацію комунального підприємства «Муніципальна охорона» у комунальну установу «Муніципальна варта». Необхідність реорганізації була обґрунтована тим, що муніципальне підприємство не займалось діяльністю, пов'язаною з отриманням прибутку, тому було реорганізовано у комунальну установу. Станом на липень 2018 реорганізація не була завершена, за даними сайту міської ради Одеси КП «Муніципальна охорона» знаходиться у стадії припинення. 25 квітня 2018 року сесія Одеської міськради ухвалила рішення про виділення додаткових 26 млн гривень на підвищення заробітної плати співробітникам КП «Муніципальна варта», закупівлю амуніції, одягу та інші потреби. Директор департаменту муніципальної безпеки Віктор Кузнецов обґрунтовував необхідність підвищення збільшенням кількості працівників «Комунальної варти» зі 100 осіб до 200.
Станом на 9 квітня 2024 року відомо, що кількість співробітників «Комунальної варти» сягає 450 осіб, але з 1 травня працівників «Муніципальної варти» буде менше на 100 осіб. Про це йдеться у розпорядженні Одеського міського голови № 262.

## Участь у російсько-українські війні
З відкритих джерел відомо, що деякі члени «Муніципальної варти» після початку повномасштабного вторгнення Росії пішли воювати у рядах добровольчого формування тероборони Одеси. Станом на кінець грудня 2023 до лав Збройних сил мобілізували 255 співробітників «Муніципальної варти». Троє з них уже загинули. Є зниклі безвісти.
4 березня 2022 на базі комунальної установи було сформовано ДФТГ «Мунварта». Тоді ж затвердили штат формування — 620 осіб. Половина бійців — співробітники комунальної установи «Муніципальна варта», інших міських структур. Решта — прості одесити-добровольці. Командиром формування став підполковник запасу, колишній десантник Євген Мірошниченко. Бійці формування активно виконують завдання протиповітряної оборони у складі Сил оборони півдня України, боронячи небо над Одесою від ворожих дронів..

## Скандали

### Напади на активістів

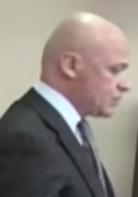
Суд над Геннадієм Трухановим, лютий 2018

Журналісти неодноразово називали установу «персональною армією Труханова», повідомляли про перешкоджання журналістській діяльності, та побиття. Так громадський активіст Владислав Балінський повідомив що 10 квітня 2015 року під час флешмобу був силою виведений п'ятьма співробітниками Комунальної охорони в кімнату без камер у приміщенні міської ради і побитий. Справа внесена в ЄРДР. Влітку і на початку осені 2017 року Муніципальна варта кілька разів брала участь у розгоні безстрокових акцій проти мера Труханова. Було побито більше десятка активістів, яких із переломами доставлено до лікарні. За перевищення повноважень не було вжито жодних санкцій, лише звільнено одного працівника.
Неодноразово нападали на Юрія Дяченко (рос. Юрий Дьяченко), голову Одеського міського осередку «ДемАльянсу» через політичну та журналістську діяльність: 13 червня 2017 року в міській раді за вказівкою міського голови Геннадія Труханова був скоєний напад на нього групою осіб (муніципальною охороною), коли він знімав засідання погоджувальної ради, після чого відео засідання та засідань комісій з його особистого телефона видалили (а відео з камер спостереження пропало) та наступного дня 14 червня 2017 року під час сесії міської ради муніципальна охорона вже разом зі співробітниками приватної охорони «Зевс» напали на нього та інших журналістів повторно, розбили телефон, на який він знімав, 20 вересня 2017 року під час сесії міської ради знову нападали на нього та інших разом зі співробітниками поліції та національної гвардії, а майже через рік під час сесії одеської міської ради  19 вересня 2018 року в приміщенні міської ради муніципальна варта та співробітники муніципальної безпеки групою осіб знову напали на нього, застосувавши грубу фізичну силу, та виволокли з приміщення. В усіх випадках співробітники муніципальної варти (муніципальної охорони) та департаменту муніципальної безпеки міської ради, якому вони підпорядковуються, обмежували та фізично перешкоджали доступу на засідання міської ради.
Неодноразово нападали на Віталія Устименко, голову Одеського міського осередку «Автомайдану» за його висказування: 26 квітня 2017 року під час засідання сесії одеської міської ради співробітники муніципальної охорони його виволокли з сесійної зали та побили в приміщенні міської ради, 15 лютого 2018 року в Києві, під час розгляду запобіжного заходу міському голові Одеси Геннадію Труханову, знову виволокли його з залу засідання і побили, а також відбулись сутички між невідомими чоловіками в чорній формі та активістами праворадикальних організацій «Нацдружини» та «С14». Того ж дня речник заступника одеського голови опублікував фотографію 71 працівника Муніципальної варти на Думській площі, заявивши, що вона зроблена о 17:45 і спростовує твердження про участь варти у київських сутичках. Ще 128 працівників, за його словами, були відсутні на знимці через зайнятість на чергуваннях.

### Демонтаж на території гостинного подвір’я «Дім Павлових»

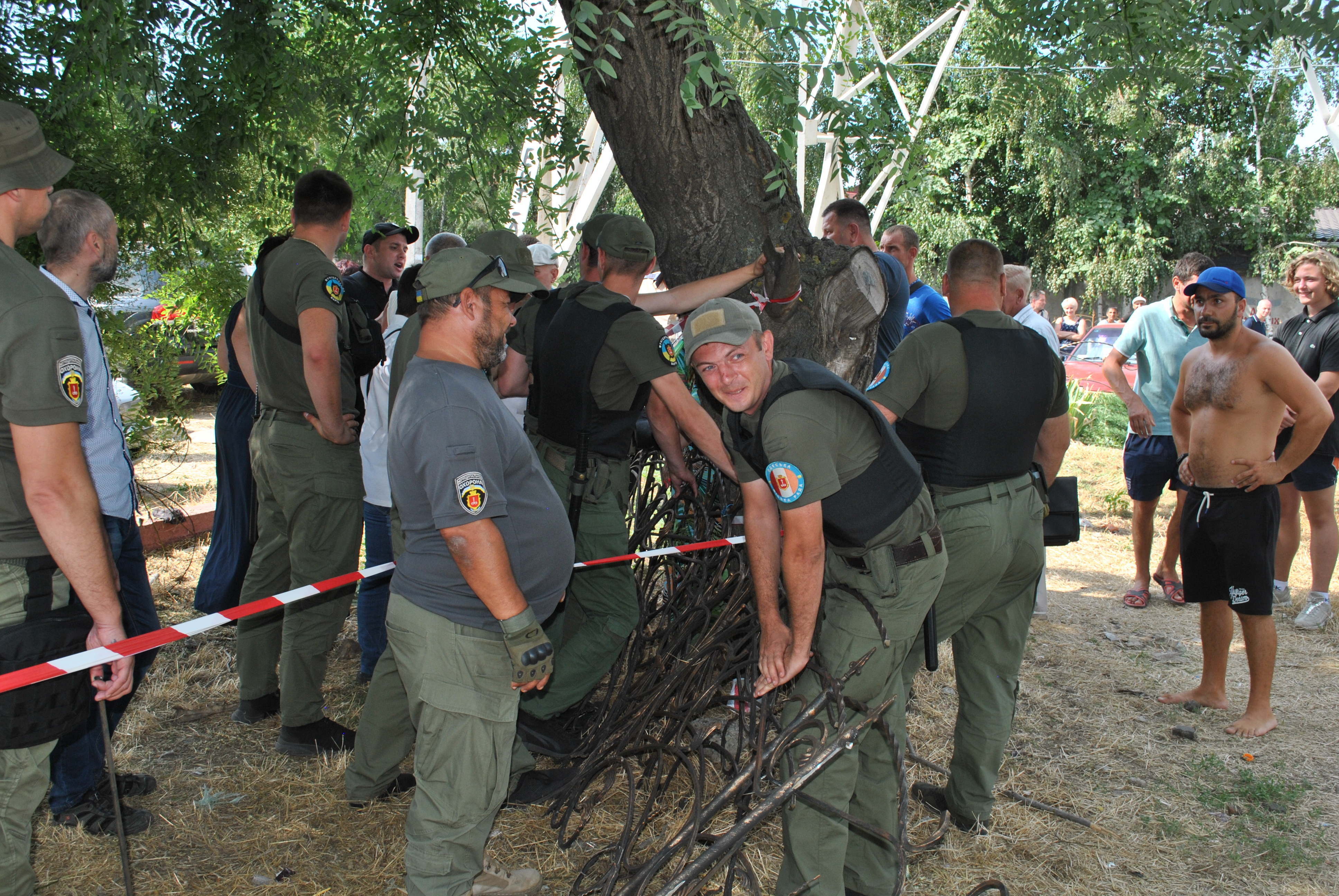
Одеська «Муніципальна варта» демонтує декоративну огорожу на територію гостинного двору Дому Павлових

10 липня 2018 року співробітники КУ «Муніципальна варта» здійснили демонтаж декоративного забору на території гостинного подвір'я «Дім Павлових». Дії муніципалів викликали критику з точки зору законності. Для демонтажу приїхало декілька автомобілів комунальної установи, із загальною кількістю осіб близько 80 чоловік, частина із них була озброєна спецзасобами. Також для демонтажу був задіяний бульдозер. За словами очевидців серед згаданих осіб був перший заступник керівника департамента муніципальної безпеки Юрій Савченко. Ні він, ні інші співробітники КУ «Муніципальної варти» не показали своїх посвідчень. Більше того вищезгадані особи відмовилися показувати документи, які б надавали їм дозвіл проводити заплановані дії по демонтажу. Натомість власники спорудження показали документи які засвідчують законність споруди. Більше того, напередодні, суд заборонив проводити будь-які дії по демонтажу на території парковки у провулку Векслера, де знаходиться гостинне подвір'я «Дім Павлових».
Подіям 10 липня передувало внесення змін до системи містобудівного кадастру Одеси. На думку адвоката Станіслава Десятника, невстановлений, на той момент, співробітник ПП «Одесгеосервіс» вніс на планшет геопідоснови завідомо неправдиві відомості, а саме — стер з карти огорожу гостинного подвір'я «Дім Павлових». За фактом правопорушення дані були внесені в ЄРДР за правовою кваліфікацією — стаття 366 частина 1 (Службове підроблення).
Подібні дії з боку співробітників Департаменту муніципальної безпеки і КУ «Муніципальна варта», на думку представників гостинного подвір'я «Дім Павлових» підкреслюють тенденцію порушення одного з ключових прав в українському демократичному суспільстві, а саме право власності.

### Напад на журналістів 13 липня 2018

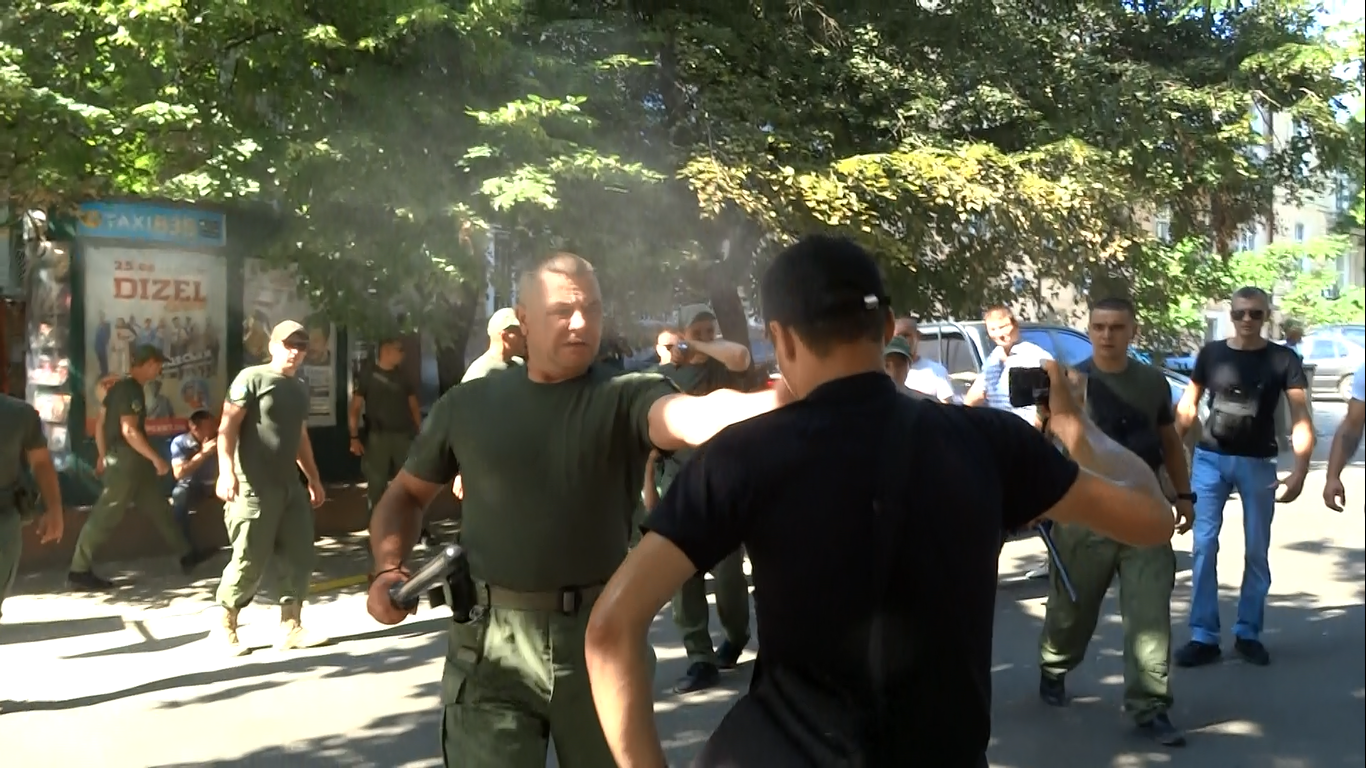
Cпівробітники КП «Муніципальна варта» завдають ударів і застосовують спецзасоби проти журналіста

13 липня 2018 співробітники «Муніципальної варти» напали на журналістів, які проводили зйомки конфлікту між представниками «Муніципальної варти» та адвокатської компанії «Редут» на паркувальному майданчику, причиною якого був демонтаж паркувальних стовпчиків.  Представники КУ «Муніципальна варта» застосували до журналістів сльозогінний газ і гумові кийки. В результаті постраждало двоє журналістів газети «Громадський прибій»  Віталій Ткаченко та Мирослав Бєкчів та журналіст газети «Нерозкриті злочини» Костянтин Слободянюк.  Мирослав Бєкчів був госпіталізований з черепно-мозковою травмою, опіками обличчя та слідами удушення .
Двом співробітникам «Муніципальної охорони» вручили підозри через напад на журналістів, за цим інцидентом поліція порушила кримінальну справу за трьома статтями Кримінального кодексу: хуліганство, перешкоджання законній професійній діяльності журналістів, погроза або насильство щодо журналіста. 16 липня 2018 року прокуратура внесла клопотання до Приморського райсуду щодо обрання правопорушникам запобіжного заходу. 18 липня 2018 року Приморський районний суд міста Одеси призначив домашній арешт двом співробітникам муніципальної охорони, які побили журналістів.
Напад на журналістів засудив представник ОБСЄ з питань боротьби з расизмом, ксенофобією та дискримінацією професор Массімо Інтровіньє. На його думку жорстокість представників влади у такому незначному конфлікті виглядає досить дивно і ймовірно є лише «демонстрацією примітивної влади і сили».